# Attrazione (album)
Attrazione (Привличане) è un album della cantante jazz bulgara Kamelija Todorova, pubblicato nel 1996 dall'etichetta discografica Marko's Music.

## Tracce
Testi di Daniela Kuzmanova, Živka Šòpova, Mihail Belčev, Kamelja Todorova, musiche di Kamelja Todorova, Dimìtăr Paskalev, Konstantìn Cekov, Rumen Bojagìev e Aleksandăr Miladinov.
1. Но дали... – 4:23 (testo: Daniela Kuzmanova – musica: Kamelja Todorova, Dimìtăr Paskalev)
2. Въпроси – 3:55 (testo: Živka Šòpova – musica: Konstantìn Cekov)
3. Двубой – 4:38 (testo: Daniela Kuzmanova – musica: Rumen Bojagìev)
4. Синьо – 4:45 (testo: Živka Šòpova – musica: Kamelja Todorova)
5. На колене – 4:51 (testo: Daniela Kuzmanova – musica: Rumen Bojagìev)
6. Самота – 4:42 (testo: Mihail Belčev – musica: Aleksandăr Miladìnov)
7. Panis Angelicus – 3:37 – di César Franck
8. If You Don't Know Me by Now – 3:15 – cover di Kenny Gamble e Leon Huff
9. Love Takes Time – 3:35 – cover di Mariah Carey
10. Do Right Woman, Do Right Man – 3:50 – cover di Aretha Franklin
11. Where Do Broken Hearts Go – 4:32 – cover di Whitney Houston
12. Ain't No Way – 5:08 – cover di Aretha Franklin
13. Don't Break My Heart And Soul – 4:24 (testo: Kamelja Todorova – musica: Kamelja Todorova, Dimìtăr Paskalev) – versione inglese della canzone «Но дали»